# راینو (بازیکن فوتبال)
راینو (انگلیسی: Regino؛ زادهٔ ۲۶ دسامبر ۱۹۸۸) بازیکن فوتبال اهل اسپانیا است.
از باشگاه‌هایی که در آن بازی کرده‌است می‌توان به باشگاه فوتبال پلیس ترو و باشگاه فوتبال کداح اشاره کرد.